# 메이오 지진
메이오 지진(일본어: 明応地震)은 무로마치 시대 말기(센고쿠 시대 초기)에 일본에서 일어난 지진이다. 난카이 해곡에서 일어난 난카이 해곡 거대지진 중 하나로 추정된다.
문헌 기록에 남아 있는 피해 분포가 안세이 도카이 지진과 유사하며 이 때문에 지진의 진앙은 도카이 해역으로 추정된다. 한편 당시 시코쿠에도 일부 문헌에 큰 지진이 있었다는 기록이 있었기 때문에 메이오 지진이 일어났던 시기에 난카이 지진도 일어났다는 설도 존재한다.

## 문헌상의 도카이도 해역 지진 기록
메이오 7년 8월 25일 진각(율리우스력 1498년 9월 11일 오전 8시 경, 이하 날짜는 전부 율리우스력으로 표기) 도카이도 해역에서 강한 지진이 발생하였다.
오유도노 위의 일기, 사네타카 공기, 고호코인키, 도키쿠니쿄키, 다이조우인지샤조우지키 등에 교토와 나라 등 기나이 인근 지역의 피해 상황이 기록되어 있다. 고호코인키와 오유도노 위의 일기에서는 윤10월까지, 사네타카 공기에서는 11월 7일까지 여진으로 추정되는 지진 기록이 남아 있다. 다이조우인지샤조우지키에서는 기나이의 여러 피해에 대한 기록이 자세히 남아 있는데 고후쿠지로 보이는 불당의 처마가 무너졌다는 기록이 남아 있다. 고호코인키에서는 도카이도 해안 지역에 대한 피해를 "대지진이 일어난 날, 이세, 미카와, 스루가, 이즈에 큰 물결이 찾아와 덮쳐와 해안이 2-30정 안쪽의 민가들이 하나도 남김없이 쓸려갔으며 수많은 사람들과 셀 수 없이 많은 우마가 부지기수로 운명해 전대미문의 사태가 일어났다."(大地震之日、伊勢、参河、駿河、伊豆大浪打寄、海辺二三十町之民屋悉溺水、人歿命、其外牛馬類不知其数云々、前代未聞事也)라고 기록되어 있다. 1096년 일어났던 에이초 지진 당시에도 스루가와 이세 지역에 쓰나미 피해가 있었다는 기록이 남아 있었으나 이들 기록은 거의 대부분 교토에서 쓰여진 일기에서나 지진에 대한 기록이 남아 있다. 하지만 메이오 지진 무렵이 되면 기나이 인근 외에도 도토미국과 스루가국에서 기록된 문헌도 나오게 된다.
기이국에서 보소국에 걸쳐 태평양과 인접한 지역에서 강한 진동이 있었다. 야마나시현 야마나시시의 오이마타쿠보하치만 신사의 제가수석이자 후겐지의 "왕대기"에서는 메이오 7년(1498년)경에 "(전략) 24일(sic.) 진각 경 천지가 진동하여 국토 곳곳에 피해가 일어나 산사태가 일어나고 금광이 무너지며 나카야마는 붕괴되었다"라는 기록이 남아 있어 가이국에도 강한 흔들림이 있었던 것으로 추정된다. 고슈에서는 구로카와 금광, 나카야마 금광, 야스무라 금광 등 다케다 신겐 당시 시대부터 채굴하던 금광이 있었는데 왕대기에 나온 '나카야마'는 니시야쓰시로군 지역(현 미노부정)에 있었던 나카야마 금광으로 추정된다. 또한 왕대기에 단순히 '금광'이라고 적힌 곳은 위치 관계를 따졌을 때 고슈시에 있는 고슈 금광으로 추정된다.
각지의 흔들림은 에도 시대 일어났던 안세이 도카이 지진과 호에이 지진이랑 거의 비슷한 지진으로 보이지만 지진 피해 기록은 앞의 두 지진보다 훨씬 적다. 지진 피해가 별로 없었다는 문헌 기록도 있으며 엔쓰쇼도신사어록에 따르면 도노에 지역에서 산사태가 일어나거나 땅이 갈라진 곳이 있으며 책에 기록된 아사바 저지대 지역의 흔들림 정도를 추정하였을 때 현대의 진도로 환산하면 일본 기상청 진도 계급 기준 진도7이었던 것으로 추정된다. 구마노넨다이키의 기록에서는 구마노 본궁의 신전이 붕괴되고 나치의 보샤가 무너졌다고 기록되었으며 기이의 유노미네 온천은 온천수가 10월 8일까지 약 42일간 나오지 않았다고 기록되었다.
가와스미 히로시는 메이오 지진의 규모를 MK7.5 값을 기반으로 총 규모를 M8.6 정도라고 환산하였다. 그 외에도 규모 M8.3 정도라는 추정도 있으며 도카이 해역에서 이즈반도 남쪽 해역까지를 단층으로 하는 단층 모델을 기반으로 지진 모멘트를 M0= 7 × 1021N・m(모멘트 규모 Mw8.5)로 추정하기도 하고 진도분포를 추정하는 기록도 메이오 지진 이전의 지진에 비해 훨씬 양이 많지만 에도 시대의 기록보단는 훨씬 남은 기록이 적은 역사지진이라 단층 모델의 근사 정확도가 낮아 추정 규모도 오차가 매우 크다. 그 외에도 진원지 동쪽 끝이 스루가만 지역이 있는 것이 아니라 제니스 해령에 있는 활단층과 연관이 있다는 주장도 존재한다.

## 쓰나미
기이반도에서 보소반도에 이르는 지역에 쓰나미 피해가 있었다. 쓰나미의 최대 높이는 스루가만의 연안 지역인 우라에나에서 오가와 지역까지는 8 m, 이세, 시마에서는 6-10 m를 기록하였다. 쓰나미 규모는 안세이 도카이 지진 당시 높이를 넘으며 이즈반도 서안과 시마반도에서는 국소적인 지역에서 초대형 쓰나미가 덮쳤다.
난카이 해곡 동쪽 지역에 쓰나미의 파원 지역이 더 크다는 점을 비추어 진원지를 제니스 단층 지역이라고 생각하면 시마반도에서 오마에곶, 이즈반도, 보소반도에 이르는 지역의 쓰나미 높이를 설명할 수 있다는 가설도 존재한다.
| 지역            | 지역                           | 추정 파고/소상고 | 추정 파고/소상고 | 추정 파고/소상고 | 추정 파고/소상고       |
| 지역            | 지역                           | 고문서의 기록 | 하토리(1975)     | 이다(1985)       | 쓰지(2011)             |
| --------------- | ------------------------------ | --- | ---------------- | ---------------- | ---------------------- |
| 아와 고미나토   | 현 지바현 가모가와시           | 단조지의 기록. 메이오 7년 8월 23일 지진이 일어나 큰바다가 울리고 토사가 함몰되어 절도 함께 전부 가라앉아 인주도 같이 분실되었다.(안방군지)                                                                            | 5m               | 4-5m             |                        |
| 사가미 가마쿠라 | 현 가나가와현 가마쿠라시       | 물이 들어차 대불상과 사당이 파괴되었다.(가마쿠라 대일기) | 8-10m            |                  |                        |
| 에노섬          | 현 후지사와시                  | |                  | 5-6m             |                        |
| 이즈 하치조섬   | 현 도쿄부 하치조정             | 나가쿠라에서 같은 날 25일 쓰나미가 솟구쳐 배와 화물도 같이 밀려들어왔다.(하치조섬 고미자 아오가시 연대기) | 4m               |                  |                        |
| 니시나          | 현 시즈오카현 니시이즈정       | 니시나 마을에 바다가 육지로 넘쳐흘러 18-9정 정도 절 아래 논밭이 전부 물에 잠겼다. / 무오해에 바다에 큰 소리가 나더니 절 아래의 보까지 파도가 다달았다.(사와신사 연혁)                                                 | 5m               | 4-5m             | 사와신사 10m           |
| 야기사와        | 현 이즈시                      | 쓰나미가 대문 앞까지 왔다.(묘조지의 호에이 쓰나미?의 전승)） |                  |                  | 묘조지 22m             |
| 도이            | 현 이즈시                      | 순식간에 마을 내 30여명의 목숨을 앗아갔고 재산이 날아갔다.(사카에겐지 유래) |                  |                  | 사카에겐지 18m         |
| 헤다            | 현 누마즈시                    | 넙치들이 마을에 흘러들어왔다.(마을 전승) |                  |                  | 20m 히라메타이라 36.4m |
| 에리            | 현 누마즈시                    | 미각(약 오후 2시)경 에리촌에 쓰나미가 덮쳐 많은 사람들이 쓸려가 실종되었다.(에리 고호인 시조 스즈키씨 역세법명록) |                  |                  | 고호인 16m             |
| 시미즈          | 현 시즈오카시 시미즈구         | 바닷가의 절 불각과 인가들이 모조리 물에 잠겨 죽었다.(일해기) |                  | 5-6m             | 무라마쓰 10m           |
| 야이즈          | 현 야이즈시                    | 익사자가 대략 26,000명에 달했고, 린소에서 옛적부터 땅이었던 곳이 홀연히 바다가 되었다.(린소인 기록) | 6-8m             | 에게시마 -8m     | 10m                    |
| 하마오카        | 현 오마에자키시                | 매우 큰 파도가 하늘까지 닿더니 일순간에 땅을 전부 쓸고 가버렸다.(엔도리마쓰당 신사 어록) |                  |                  | 8m                     |
| 도토미 아라이   | 현 고사이시                    | 1리 남짓해 이웃했던 나루터가 이제는 끊어지고야 말았다.(도에이칸) | 6-8m             | 6-8m             |                        |
| 미카와 아쓰미   | 현 아이치현 다하라시           | 진시에 대지진이 일어나 땅이 갈라지고 동시에 바다가 큰 소리를 내며 몰려왔다.(아쓰미군사) | 5-6m             | 5-8m             |                        |
| 이세 오미나토   | 현 미에현 이세시               | 이번 지진으로 다카시오와 오미나토의 집 천여 채가 쓸려가고 500여명이 사망하였다.(우치미야코로 기록) | 6-8m             | 6-10m            |                        |
| 구자키          | 현 도바시                      | 지난 8월 25일 대지진으로 가노시마의 인가들이 유실되었다.(우치미야코로 기록) |                  | 8-15m            |                        |
| 초시오야        | 현 시마시                      | 대지진으로 높은 파도가 덮쳐 그 가미미야가와의 우에야마까지 파도가 덮쳐와 초시오야에서 180가구가, 고시오에서는 100여가구에 셀 수 없을 정도의 사람들이 바다로 휩쓸려가 시오하마, 다바타까지 황폐화되었다.(모토다유라이) |                  | 8-15m            |                        |
| 기이 구마노     | 현 구마노시, 와카야마현 신구시 | 해변에서 파도가 몰아쳐 신사의 종루당을 무너뜨렸다.(구마노 연대기) | 4-5m             | 4-6m             |                        |

쓰나미는 가마쿠라의 쓰루가오카하치만구 참배길까지 들이닥쳤으며 고토쿠인의 대불전도 지진으로 일어난 쓰나미로 붕괴되어 가마쿠라 대불상이 무로마치 시대 말부터 야외에 노출되기 시작했다는 가설도 존재한다.
또한 당시 이즈국에서는 스루가 이마가와 씨의 중신인 이세 모리토키(호조 소운)과 호리고에 공방, 아시카가 자차마루가 다투는 중이었으며 모리토키가 자차마루 토벌을 위해 이즈 출병을 계획하고 있었으나 쓰나미로 인해 이즈에서 스루가 연안 지역이 큰 피해를 입었다. 하지만 쓰나미로 인한 혼란에 싸우이 불리해질까 걱정한 모리토키는 급하게 8월말까지 동원 가능한 병사들을 가지고 이즈의 후카네성에 있는 자차마루를 급습해 몰살하여, 자차마루 세력은 이 공격으로 멸망한다.
니시나에서는 해안에서 약 189정(2 km) 내륙까지 쓰나미가 도달하였다고 전해진다. 다만 이 "증보이즈지고"는 에도 시기 씌여진 서적으로 이 당시 세워진 히가시후쿠젠지에 대해 기록한 "오다와라슈 영지장"에서는 에이와 3년 쓰나미(1377년), 분메이 9년 홍수(1477년) 등 메이오 이전 재해가 기록되어 있으나 메이오 지진에 대해서는 별 다른 언급이 없다는 문제가 존재한다.
야기사와의 묘조지(현 시즈오카현 이즈시)에서는 호에이 지진 당시 쓰나미가 해발고도 약 20 m 위에 있는 다이몬까지 들이닥쳤다는 전승이 있어 절 내 삼나무에 해초가 걸렸다는 구전전설이 내려오고 있다. 이 전승은 이즈반도 서해안에서는 그리 큰 피해가 없었던 호에이 지진 당시 쓰나미가 아니라 메이오 지진 당시 쓰나미의 일화라고 추정하는 가설도 존재한다. 누마즈시 헤다 지구의 히라메타히라에서는 넙치가 마을에 발견되었다는 전승도 존재해 히라메타히라 마을의 해발고도를 감안하면 쓰나미의 소상고가 최대 36 m로 추정되기도 한다.
린소인기록에서는 "그 뿐 아니라 대지진의 진동으로 바닷물이 크게 올라왔다. 익사자수가 대략 2만 6천명에 달했다. 린소인의 육지가 급변하여 바다가 되었다"라고 기록해 스루가만의 시다군에서만 익사자가 26,000명에 달한다고 쓴 문헌도 존재하긴 하지만 메이지 시대 시다군의 총 인구가 26,000명에 도달하지도 못했기 때문에 이 26,000명이라는 숫자는 260명의 오기라는 주장도 존재한다. 이는 쇼와 시대 초기 발간된 "시즈오카현 시다군지"에 인용된 린소인기록의 기록을 "시다군에서" 일어난 것이라고 오독한 결과로 린소인기록의 사망자수는 지진의 총 사망자수를 모아둔 것이라고 보는 것이 더 부합하다는 연구도 존재한다. 또한 안세이 도카이 지진 당시에는 아이즈 부근이 융기하였으나 린소인기록에서는 아이즈 부근이 침강한 것으로 보이는 기록이 존재한다.
도에이칸에서는 "큰 지진이 일어났다. 엔슈 마에자카부터 사카모토 사이 강에 쓰나미가 들어가서 1리 남짓해 서로 이웃한 나루터를 이제는 갈라놓았다."라고 기록되어 있으며, 도토미국풍토기전에서는 "호수가 변하여 바다가 되었다"라고 하는 등 이전까지는 담수호였던 하마나호가 쓰나미로 태평양이랑 이어져 이마기레라는 만구가 만들어지고 호수가 커진 것으로 추정된다. 과거에 하마나호에서 엔슈나다로 흐르던 하마나강에 있던 다리와 서로 이어져 있던 하마나하시 옆에 있던 하시모토가 쓰나미로 괴멸적인 타격을 입고 이후 아라이 지역으로 옮겨갔으며 이 구 아라이 지역도 호에이 지진 당시 쓰나미로 역시 괴멸적인 타격을 입고 바다가 더 넓어져 다시 한번 더 이전하였다. 다만 이렇게 바다와 호수가 서로 완전히 이어진 시기는 사료마다 그 년도가 다른데 도토미국풍토기전에서는 오에이 12년(1405년) 큰 파도가 곶을 때렸으며 그 외에는 분메이 7년 8월 8일(1475년 9월 8일), 메이오 8년 6월 10일(1499년 7월 18일)에 각각 큰 태풍으로 바다와 호수 사이의 역참을 가라앉였다라고 기록되어 있다. "중편오닌기"에서는 에이쇼 7년 8월 27일(1510년 9월 30일)부터 그 다음날까지 걸친 쓰나미로 인해 하마나호가 바다와 서로 이어져버렸다고 기록되어 있다.
항구마을로 발전하고 있던 아노쓰(현 미에현 쓰시)는 유적 발굴 조사를 통해 16세기 초부터 18세기 초 무렵까지 황폐화된 지층 공백기가 있음이 밝혀졌는데 메이오 지진으로 큰 피해를 입고 황폐해졌다가 호에이 지진 이후 복구가 시작된 것으로 추정된다. 또한 다이에이 2년(1522년) 아노쓰를 방문한 소초우는 "소초우 일기"에서 "이곳 마을은 십여년 전 이래 황무지가 되어 4, 5천채의 집터와 탑터만 남아 있을 뿐"이라고 기록하였다.
"우치미야코로" 에서는 "이번 지진으로 다카시오와 오미나토의 집 천여 채가 쓸려가고 500여명이 사망하였다"라고 기록되어 있으며, 이세 오미나토에서 가옥 유실 천여 채, 익사자 5천명에 시마에서는 익사자가 1만여명에 달한다고 기록되어 있다. 또한 미야가와강 하구 부근에 있던 것으로 추정되는 다카시오촌에서는 시오하마가 큰 피해를 입어 염전 산업이 붕괴되었다고 기록되어 있다.
기이 지방에 있는 기노가와강은 이전에는 하구 부근에서 남쪽으로 흘러가 현재의 와카가와강의 본류로 와카노라를 향해 바다로 갔지만 "기이 속풍토기"에서는 현재의 하구 위치로 바뀐 것이 메이오에서 간에이 사이 기간으로 메이오 시기 주민들과 절, 신사들이 와다우라(현 와카야마시 인근)에서 미나토촌으로 집던 이주했다는 전설이 있어 메이오 지진으로 발생한 쓰나미 피해로 기노가와강이 현재의 위치로 바뀐 것으로 추정된다. 다만 기이속풍토기에서는 "메이오 시기 쓰나미", 또 와카야마현 신사사원명세서에서는 "메이오 때의 거대한 파도"라고만 적혀 있을 뿐 구체적인 날짜가 없으며 다만 구마노 본궁신사가 쓰러진 것으로만 추정하고 있다.

### 일본에서 가장 오래된 집단이주
시마반도가 있는 미에현 도바시 구자키정은 최대 높이 15 m의 쓰나미 피해를 입었으며 오쓰 촌락은 메이오 지진으로 궤멸적인 피해를 입고 지진 이후 주민들이 전부 고지대로 이전하여 약 500년간 현재까지 저지대로 돌아오지 않고 있다. 어부들도 고지대에서 생활하며 바닷가로 이동하는 형식으로 어업에 종사한다. 이 때문에 1707년 호에이 지진과 1854년 안세이 도카이 지진 당시에는 익사자가 거의 없었다. 특히 안세이 도카이 지진 당시에도 구자키 지역이 쓰나미가 매우 높았던 지역으로 '구사지 쓰나미유실탑'의 비문에서는 쓰나미 높이가 7장 5척(약 22.7 m)에 달했다고 기록되어 있다.

## 메이오 4년 8월 15일 지진
"가마쿠라 대일기"에서는 메이오 4년 8월 15일(1495년 9월 3일)에 대지진이 일어나 유이가하마의 참배길에 쓰나미가 밀려와 고토쿠인의 대불전이 파괴되고 익사자가 200명에 달했다고 기록되어 있다.
메이오 4년 을묘 8월 15일, 대지진과 홍수가 일어나 가마쿠라의 물가에 바닷물이 몇번이고 마구 왔다갔다거려 물이 대불전으로 들어와 사당을 무너뜨리고 익사자가 200명에 달했다.
明応四年乙卯八月十五日、大地震洪水、鎌倉由比濱海水到千度檀、水勢入大佛殿破堂舎屋、溺死人二百餘— 가마쿠라 대일기, 메이오 4년 8월 15일 기록

"대일본지진사료 증정"에서는 이 지진이 메이오 7년 8월 25일에 일어난 지진의 오기라고 추정하고 있다. 우사미(2003) 또한 이 지진의 기록의 진위가 매우 의심스럽고 메이오 7년 8월 25일의 지진과 혼동하여 잘못 쓴 기록일 수 있다고 주장했다.
하지만 같은 날 "오유도노노우에노닛키"에서 "지진이 있었다"라는 기록이, 고호쿄인키에서도 "15일 을축 날이 갤적에 유각 무렵 지진이 있었다"라는 기록이 존재하는 등 적어도 이날에 교토 지역에서 지진을 느꼈다는 기록들이 전부 남아 있어 고대~중세 시기 기록이 되지 않아 알려지지 않은 지진이라는 주장도 있으며 지진이 실제로 있었다는 학설에서는 1495년의 지진을 사가미 해곡 거대지진의 일종으로 보기도 한다. 구마노 연대기에서도 같은 날 "가마쿠라 대지진이 있었다"라는 기록이 있어 여러 문헌에서 지진이 존재했다는 기록이 남아 있다. 다만 구마노 연대기와 같은 여러 문헌들이 근대 시기 쓰여 가마쿠라 대일기를 바탕으로 쓰인 것으로 추정되기 때문에 현재까지 밝혀진 사료 중 가마쿠라의 지진해일을 기록한 확실한 사료는 가마쿠라 대일기만 존재한다.
시즈오카현 이토시 교육위원회의 가네코 히로유키를 주임으로 한 우사미유적 발굴조사에서 발견된 모래층이 15세기 말 경 밀려온 쓰나미 퇴적물로 밝혀졌다. 이 쓰나미 퇴적물은 해발고도 8.7 m에 있었으며 난카이 해곡 지진으로는 설명할 수 없어 메이오 간토 지진의 퇴적물인 것으로 추정된다. 또한 878년의 사가미-무사시 지진과 887년의 닌나 지진, 1703년의 겐로쿠 지진과 1707년의 호에이 지진 등 난카이 해곡과 사가미 해곡의 지진이 얼마 되지 않아 연속해서 일어난 기록이 있기 때문에 1495년의 지진과 1498년의 지진이 연동되어 일어났을 것이라 주장하는 학설도 있다.
호조 소운이 오다와라성을 빼앗은 시기가 여러 설이 있지만 보통 메이오 4년 9월이라 하는 설이 다수설인데, 메이오 4년 8월에 일어났던 쓰나미로 오다와라가 괴멸적인 피해를 입자 그 틈을 타 오다와라성을 점령한 것으로 추정된다. 이어 소운은 메이오 7년 도카이 지방에서 일어난 지진 이후 이즈반도 서부도 점령한 것으로 추정된다.

## 메이오 7년 6월 11일 지진
오유도노 위의 일기, 고호코인키, 조쿠시구초 등 몇몇 사료에서는 메이오 7년 6월 11일 미각-신각(1498년 6월 30일 15시경) 기나이 부근에서 대지진이 일어났다고 기록되어 있다. 다만 피해 기록은 남아있지 않으며 남은 기록 수는 메이오 7년 8월 25일의 기록보다 훨씬 적은데다 고호코인키에서는 8월 25일의 지진에 대해 "진시에 대지진이 일어났는데 6월 11일에 일어났던 지진보다 갑절은 더 강했다"라고 기록했다는 점에서 6월 11일의 지진 규모는 8월 25일에 있었던 지진보다는 훨씬 작은 규모였던 것으로 추정된다. 한편 1854년의 안세이 지진 당시 도카이 지진과 난카이 지진의 교토 부근 진동 기록을 토대로 추정할 때 교토에 있었던 진동의 진도는 일본 기상청 진도 계급 기준 4-5 사이로 추정된다.
같은 날 사각(10시 경) 휴가나다를 진원으로 하는 지진이 발생했던 것으로 추정되는데 우사미(2003)는 이를 보고 또 다른 지진이 일어났떤 것이라고 주장하고 있으며 규수군기에서는 규슈 지역 해역에 큰 지진이 일어났다고 기록하고 있다.

## 난카이 지진과의 연동 가능성
메이오 지진의 역사 기록은 도카이도 지역에만 존재하며 거의 같은 시기에 연동해서 일어났다고 추정되는 난카이 지진의 기록은 존재하지 않는다. 그 이유에는 15세기 당시 일본이 오닌의 난 이후 전란이 계속되던 시기라 상세한 사료가 남지 못했던 것도 하나의 원인으로 추정된다.
1988년 고치현 나카무라시(현 시만토시)의 시만토강 지류 나카스지가와강 강변에 있는 아조노 유적에서 15세기 경 땅에서 모래가 분출된 흔적이 발견되었으며, 1993년에는 아조노 유적과 근접한 후나토 유적에서 땅이 갈라져 돌들이 늘여져 있는 흔적이 발견되기도 하였다. 또한 아조노 유적에서는 모래가 분출했던 흔적 이후 사람이 살았던 흔적이 발견되지 않았다. 도쿠시마현 이타노정의 요시노강 충적 평야인 저지대에서는 14세기 후반부터 16세기 초까지 있었던 마을 터를 조사한 결과 액상화현상으로 땅에서 모래가 분출한 흔적이 발견되었다. 또한 에히메현 니이하마시의 구로시마 신사 문서에서는 "메이오 7년의 지진재해로 땅이 크게 무너지고 섬이 6-7보는 유실되며 2-3개 섬은 아에 유실되는 등 메이오 7년의 재해로 본전과 배전이 모두 파괴되어 주민들은 서로 뿔뿔히 흩어졌다"라는 기록이 남아 있는 등 시코쿠 지방에서 15세기 말 경 대지진이 있었던 것으로 추정되는 기록과 고고학적 자료 등이 발견된다.
또한 메이오 7년 6월 11일 미~신시 즈음(1495년 6월 30일 15시경) 규슈에서 가옥 붕괴 피해가 일어났다는 기록이, 이요 지방에서는 함몰 현상 등의 지각 변동 현상이 일어났다는 등 휴가나다 지진이 일어난 것으로 추정되는 기록이 존재하지만 같은 날에는 교토 등 기나이에서도 지진을 느꼈다는 기록이 있기 때문에 두 기록이 동일한 지진을 가리키는 것이라면 지진의 진원지를 완전히 다르게 해석해야 한다는 주장도 존재한다. 기노가와강 하구의 와다우라에서 일어난 쓰나미는 난카이 지진일 가능성도 존재하며, 여기에 "중국역사자료휘편"에서는 6월 11일 쑤저우에서 "각 읍의 하천들이 진동하여 크게 흔들렸고, 불어나 다들 급히 도망쳤다"라는 기록이 남아 있는 등 중국의 장쑤성, 저장성에서 장강을 비롯한 여러 강이 진동하고 연못과 우물의 수면 높이가 변화했다는 기록이 있는데 이 현상은 호에이 지진과 안세이 난카이 지진 당시에도 일어났던 일이기 때문에 휴가나다 지진으로 추정되는 지진이 사실은 난카이 지진이라고 주장하는 학설도 존재한다. 만약 이 지진이 난카이 지진이라면 난카이 해역 지진이 도카이 해역 지진 73일 전에 먼저 일어난 셈이 된다.
하지만 6월 11일의 지진을 난카이 지진으로 확정하기 위해서는 쓰나미 시뮬레이션 등 추가적인 검증 작업이 필요하며 오히려 기노가와 하구의 쓰나미를 도카이 지진과 8월 25일 일어난 지진의 합으로 생각하여 메이오 지진은 호에이 지진과 마찬가지로 도카이 지진과 난카이 지진이 한꺼번에 연동한 연동형지진이라는 설도 존재한다. 또한 규슈군기의 사료 기록을 재해석하면 규슈 인근에서 일어난 슬래브 내 지진으로도 추정할 수 있으며 또 미야코지(1997)가 난카이 주장이라는 근거로 들고 있는 상하이 부근의 세이시로 보이는 사료 기록이 난카이 해역 지진 뿐 아니라 안세이 난카이 지진의 최대여진이었던 호요 해협 지진 당시에도 기록되었다는 점에서 6월 11일은 필리핀해판 내부 지진이라는 설도 존재하며 판 내부에서의 지진이 교토에도 강한 진동을 전달했다고 주장하는 설도 있다.
또한 규슈군기 자체가 100년 후에나 저술된 후대의 서적으로 메이오 7년의 지진과 더불어 게이초 분고 지진 등도 군기의 창작에 영향을 미쳤을 가능성도 생각하여 6월 11일의 지진 자체가 존재하지 않았다고 주장하는 설도 존재한다.

## 같이 보기
- 난카이 해곡 거대지진

## 참고 문헌
- 萩原尊禮・藤田和夫・山本武夫・松田時彦・大長昭雄 (1982년 11월). 《古地震 -歴史資料と活断層からさぐる》. 東京大学出版会.
- 石橋克彦 (2014년 3월). 《南海トラフ巨大地震 -歴史・科学・社会-》. 岩波書店. ISBN 978-4-00-028531-5.
- 北原糸子 (2016년 9월). 《日本震災史 -復旧から復興への歩み》. ちくま新書. ISBN 978-4-480-06916-0.
- 小葉田淳 (1999). 《貨幣と鉱山》. 思文閣出版. ISBN 978-4-7842-1004-6.
- 力武常次 (1994년 5월). 《固体地球科学入門―地球とその物理》 第2版판. 共立出版. ISBN 978-4-3200-4670-2.
- 寒川旭 (1997년 1월). 《揺れる大地―日本列島の地震史》. 同朋舎出版. ISBN 978-4-8104-2363-1.
- 寒川旭 (2001). 《地震 "なまず"の活動史》. 大巧社.
- 寒川旭 (2007년 11월). 《地震の日本史 -大地は何を語るのか-》. 中公新書. ISBN 978-4-12-101922-6.
- 都司嘉宣 (2011년 5월). 《千年震災 -繰り返す地震と津波の歴史に学ぶ》. ダイヤモンド社. ISBN 978-4-478-01611-4.
- 都司嘉宣 (2012년 6월). 《歴史地震の話 -語り継がれた南海地震》. 高知新聞社. ISBN 978-4-87503-437-7.
- 宇佐美龍夫 『最新版 日本被害地震総覧』 東京大学出版会、2003年
- 宇津徳治、嶋悦三、吉井敏尅、山科健一郎『地震の事典』朝倉書店、2001年
- 矢田俊文 (2009년 1월). 《中世の巨大地震》. 吉川弘文館. ISBN 978-4-642-05664-9.
- 山梨県, 편집. (2007). 《山梨県史 通史編2 中世》. 山梨県.
- 国立天文台 (2016년 11월 30일). 《理科年表 平成29年》. 理科年表 第90冊. 丸善. ISBN 978-4-621-30095-4.
- 国立天文台 (2017년 11월 30일). 《理科年表 平成30年》. 理科年表 第91冊. 丸善. ISBN 978-4-621-30217-0.
- 国史大辞典編集委員会, 편집. (1984). 《国史大辞典5巻》. 吉川弘文館.
- 震災予防調査会編, 편집. (1904). 《大日本地震史料 上巻》. 丸善. pp.151-157 国立国会図書館サーチ
- 武者金吉, 편집. (1941). 《大日本地震史料 増訂 一巻》. 文部省震災予防評議会. pp.446-459 国立国会図書館サーチ
- 東京大学地震研究所, 편집. (1981). 《新収 日本地震史料 一巻 自允恭天皇五年至文禄四年》. 日本電気協会. pp.109-124
- 東京大学地震研究所, 편집. (1989). 《新収 日本地震史料 補遺 自推古天皇三十六年至明治三十年》. 日本電気協会. pp.44-56
- 東京大学地震研究所, 편집. (1994). 《新収 日本地震史料 続補遺 自天平六年至大正十五年》. 日本電気協会. pp.19-20
- 宇佐美龍夫 (1999년 3월). 《日本の歴史地震史料 拾遺》. 東京大学地震研究所. pp.6-8
- 宇佐美龍夫 (2002년 3월). 《日本の歴史地震史料 拾遺二》. 東京大学地震研究所. pp.8-31
- 宇佐美龍夫 (2005년 3월). 《日本の歴史地震史料 拾遺三》. 東京大学地震研究所. pp.15-29
- 宇佐美龍夫 (2008년 6월). 《日本の歴史地震史料 拾遺四ノ上》. 東京大学地震研究所. pp.7-26
- 宇佐美龍夫 (2012년 6월). 《日本の歴史地震史料 拾遺五ノ上》. 東京大学地震研究所. p.12